# جين جبريال
جين جبريال (بالإنجليزية: Gene Gabriel)‏ هو ممثل أمريكي، ولد في 27 أغسطس 1970 بنيويورك في الولايات المتحدة.

## أعمال

### مسلسلات
- الإبتدائية[4][5][6]
- جوال تكساس ووكر

## وصلات خارجية
- جين جبريال على موقع IMDb (الإنجليزية)
- جين جبريال على موقع ألو سيني (الفرنسية)
- جين جبريال على موقع قاعدة بيانات برودواي على الإنترنت (الإنجليزية)
- جين جبريال على موقع قاعدة بيانات الفيلم (الإنجليزية)
- جين جبريال على موقع كينوبويسك (الروسية)